# Owl City
Owl City là tên một dự án âm nhạc electronica Mỹ khởi động từ đầu năm 2007 tại Owatonna, Minnesota. Đây là một trong nhiều dự án âm nhạc của Adam Young, nam ca sĩ-người viết bài hát và người chơi đa nhạc cụ. Young khởi tạo ra dự án khi đang tập thử nghiệm âm nhạc tại hầm nhà bố mẹ anh. Owl City nhận được nhiều sự quan tâm trên trang mạng xã hội MySpace, cũng giống như bao nghệ sĩ đã gặt hái được thành công những năm cuối thập niên 2000 khác, trước khi ký hợp đồng với Universal Republic Records, và giờ là Republic Records, vào năm 2008.
Sau hai sản phẩm tự phát hành, Owl City bắt đầu nhận được sự chú ý từ công chúng với album phòng thu đầu tay năm 2009 Ocean Eyes, với đĩa đơn "Fireflies" đã được chứng nhận sáu đĩa Bạch kim. Album được chứng nhận đĩa Bạch kim tại Hoa Kỳ vào tháng 4 năm 2010.
Tháng 6, 2011, Owl City phát hành album phòng thu thứ ba của dự án, All Things Bright and Beautiful, và sau đó là The Midsummer Station, album phòng thu thứ tư được phát hành vào tháng 8 năm 2012. Owl City ngoài ra cũng thu âm một số bài hát cho các bộ phim hoạt hình, trong đó có Legend of the Guardians: The Owls of Ga'Hoole, Ráp-phờ đập phá, The Croods và The Smurfs 2. Ngoài ra anh còn cho ra mắt một số đĩa đơn khác cũng được xếp hạng như "Good Time" và "Fireflies".

## Lịch sử

### 2007–2009: những năm đầu,Of JunevàMaybe I'm Dreaming
Adam Young bắt đầu sự nghiệp âm nhạc của mình tại tầng hầm của cha đang bị chứng mất ngủ. Làm việc một mình, Young đã đăng một bài hát electro-pop của mình lên MySpace và iTunes và bán được 2,000 bản trong vòng một tuần dưới cái tên Owl City. EP đầu tay của anh, Of June, do Adam Young đã tự phát hành vào ngày 21 tháng 4 năm 2007. Mặc dù Owl City không được ký hợp đồng với một hãng thu âm nào, nó vẫn vươn tới vị trí thứ 15 trên bảng xếp hạng Billboard. EP này sau đó được Universal Republic phát hành lại. EP gồm 7 bài, một trong số chúng được phát hành lại trong album Ocean Eyes. Album đầu tay của anh, Maybe I'm Dreaming phát hành năm 2008, đã vươn tới vị trí thứ 13 tại bảng xếp hạng Billboard Dance/Electronic Albums, mặc dù nó cũng không nhận được sự hỗ trợ của bất kỳ hãng thu âm nào. Album này đã giúp Adam Young có một lượng fan đáng kể nhờ những tour diễn tại Mỹ.

### 2009–2010:Ocean Eyes
Năm 2009, Young đã ký hợp đồng với hãng thu âm Universal Republic và phát hành album thứ hai, Ocean Eyes. Đĩa đơn đầu tiên "Fireflies" bán được 650,000 bản ngay trong tuần đầu tiên và là iTunes Single của tuần. Ocean Eyes vươn đến top 10 tại bảng xếp hạng US album and. Vào tháng 2 năm 2010, iTunes công bố các ca khúc bán được nhiều bản nhất từ năm 2003 đến nay, trong đó, "Fireflies" đứng thư 24. Sau thành công của Ocean Eyes, Young bắt đầu đi tour khắp thế giới. Tour diễn bao gồm Adam Young (lead vocals, guitar, keys, trống), Breanne Düren (backup vocals/keyboard), Matthew Decker (trống), Laura Musten (violin), and Hannah Schroeder (cello).

### 2010–2011:All Things Bright and Beautiful
Owl City phát hành album tiếp theo, All Things Bright and Beautiful, vào ngày 14 tháng 6 năm 2011.. Ban đầu album dự định sẽ được phát hành vào ngày 24/5/2011, rồi nó được lùi lại để hoàn thành nốt phần còn lại. Nhưng rồi, ngày 20/5/2011, hầu hết các bài hát của album đã bị rò rỉ.

## Ban nhạc lưu diễn
Owl City là một trong nhiều dự án âm nhạc đơn của Young, với toàn bộ phần âm nhạc được sáng tác, biên soạn, thu âm và sản xuất bởi chính anh. Trong các buổi biểu diễn trực tiếp anh được trợ giúp bởi một nhóm các nhạc sĩ:
- Breanne Düren—đàn phím, hát bè
- Jasper Nephew—guitar

Thành viên lưu diễn trước đây
- Casey Brown—trống
- Matt Decker—trống
- Steve Goold—trống
- Daniel Jorgensen—guitar, đàn tăng rung, bass
- Laura Musten—vĩ cầm
- Hannah Schroeder—trung hồ cầm
- Austin Tofte—đàn phím, hát bè

## Lưu diễn hòa nhạc
- Ocean Eyes World Tour (2010)
- All Things Bright and Beautiful World Tour (2011)
- The Midsummer Station World Tour (2012)
- On the Verge Tour (2015)
- Cinematic Tour (2018)
- To the Moon Tour (2023)

## Danh sách đĩa nhạc
Album phòng thu
- Maybe I'm Dreaming (2008)
- Ocean Eyes (2009)
- All Things Bright and Beautiful (2011)
- The Midsummer Station (2012)
- Mobile Orchestra (2015)
- Cinematic (2018)
- Coco Moon (2023)